# Gut Brook
Das Gut Brook, früher auch Hof oder Hoff zum Brock genannt, ist ein landwirtschaftliches Gut mit Herrenhaus und liegt in der Gemeinde Hollern-Twielenfleth im Landkreis Stade in Niedersachsen.

## Geschichte
Es wird zuerst im Besitz des schwedischen Reichsrats Salvius genannt, mit dem die bremischen Landstände nach Besetzung des Landes durch die Schweden 1632 verhandelten. Es wird ausdrücklich als schatz- und kontributionsfrei bezeichnet, scheint danach schon vorher ein matrikeljähriger Sitz gewesen zu sein. Seine Tochter Anna war mit dem aus Schweden eingewanderten Peter Brandt vermählt, dessen Sohn, der spätere Generalkriegskommissar Peter von Brandt († 27. März 1648) das Gut erbte. Er war vermählt mit Margarete, geb. von Spreckelsen, die nach dem Tode ihres Gatten unter ihrem Geburtsnamen wiederholt als Besitzerin des Gut Brook urkundlich genannt wird. Der ihm von der Königin Christine von Schweden verliehene Adel wurde seinem Sohn, dem schwedischen Agenten in Hamburg Peter von Brandt vom Kaiser Leopold I. 1670 bestätigt. Das Gut ging auf dessen Sohn, Carl Gustav († 30. November 1729) und von diesem auf seinen Sohn Peter von Brandt über, der davon am 17. November 1733 die ritterschaftliche Matrikel erhielt. Der spätere Gatte seiner Tochter Juliane Victoria (* 24. April 1729, vermählt 1746) Christian von Cronhelm († 15. Mai 1783) erwarb von der Witwe Peters, Katharine Juliane von Brandt, geb. von Moller, 1744 das Gut Brook und hinterließ es seinem Sohn Peter von Cronhelm († 7. Mai 1796), der nach dem Tode seines Bruders Christian Otto († 3. Januar 1796) auf Melau für wenige Monate auch Besitzer des Gutes war. Er war seit Dezember 1782 mit Anna Margarete, geb. von Brandt vermählt und starb kinderlos. Seine Witwe, die von ihm die Güter Brook und Melau erbte und außerdem Besitzerin des von ihrem Vater hinterlassenen Gutes Bramstedt war, ging fast 53-jährig am 6. Dezember 1801 eine zweite Ehe mit dem preußischen Leutnant a. D. Ludwig von Uckermann ein, mit dem sie auf Melau wohnte. Die Verschuldung der drei Güter infolge sehr verschwenderisch Lebensführung zwang sie 1829 zum Verkauf.
Das Gut Brook hatte nach einer Bauerngeschichte weit über 400 Morgen Land. Das heißt, dass das der Hof Gut Brook weit über 100 ha Land besaß. Zusammen mit den beiden Gutshöfen, Melau und Gut Bramstedt ist die Fläche um einiges größer gewesen. Die genaue Fläche ist nicht in Schriftform verfasst.

## Gebäude

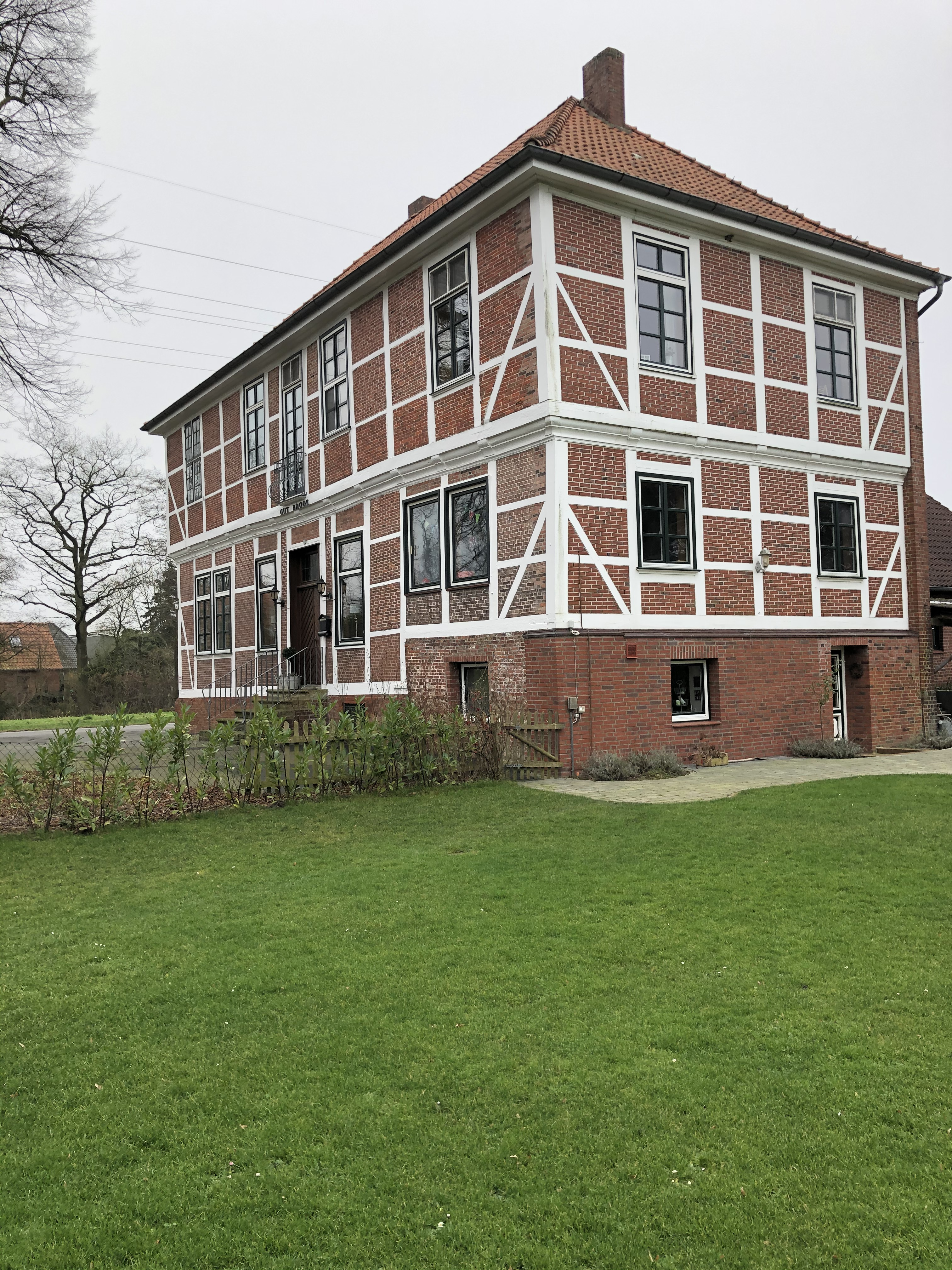
Wohnhaus Gut Brook

Das zweigeschossige Fachwerkhaus ist T-förmig, liegt mit der Traufseite quer zur Straße und steht auf einem massiven Sockel. In der Mitte der Breitseite liegt hinter der fünfstufigen Sandsteintreppe der Eingang. An drei Seiten ist das Obergeschoss vorgekragt, mit Wulst und Kehle sind die das Rähm fast völlig verdeckenden Balkenköpfe und Füllhölzer profiliert. Einige Fenster im Obergeschoss behielten ihre alte kleinteilige Sprossenteilung. Da das geschwungene Walmdach ab und zu modernisiert werden muss, ist von der damaligen Bedeckung nichts mehr zu sehen. Heute ist das Dach mit Ziegeln gedeckt. Die Gebäuderückseite wurde massiv erneuert, ebenso wie der sich anschließende, langgestreckte Wirtschaftsteil, der im Jahre 1988 niedergebrannt war.
In der Diele gleich rechts vom Eingang befindet sich eine Spindeltreppe aus Holz mit geschnitztem Geländer und Handlauf. Vom Eingang aus in der linken Gebäudehälfte, im Obergeschoss, ist ein Rittersaal mit verfallener Stuckdecke mit profilierten Balken und üppig dargestellten Fruchtornamenten. Die Entstehung dieser Ornamente im Barock-Stil wird etwa aufs frühe 18. Jahrhundert datiert.

### Garten
Im Garten befindet sich auf dem Rasenrondell ein Wappenstein (53 × 144 cm) aus Sandstein und zwei steinerne Löwen. Der Wappenstein war früher über der Haustür angebracht und zeigt zwei Wappen nebeneinander, beide mit gekreuzten Palmenwinkeln, darüber zwei Eicheln, darunter ein brennendes Aststück, sowie rechts ein Aststück mit drei Efeublättern. Die beiden sitzenden Löwe sind ebenfalls aus Sandstein und stark verwittert (Höhe etwa 60 cm, Breite etwa 45 cm). Sie tragen je einen zerbrochenen Schild mit Rankenwerk. Beide Wappen gehören zu den Familien von Brandt und von Möller.

## Obstbaubetrieb Gut Brook
Der Betrieb hat derzeit eine Anbaufläche von 61,3 ha, wovon ca. 40 ha obstbaulich genutzt werden. Das Gut wird jetzt schon in der sechsten Generation von der Familie Schacht geführt. Der Obstbau entwickelte sich im Laufe der Jahre zum Anbauschwerpunkt.